# Meghyperus sudeticus
Meghyperus sudeticus är en tvåvingeart som beskrevs av Friedrich Hermann Loew 1850. Meghyperus sudeticus ingår i släktet Meghyperus och familjen dvärgdansflugor. Arten har ej påträffats i Sverige. Inga underarter finns listade i Catalogue of Life.